# NGC 7418
NGC 7418 este o emission-line galaxy⁠(d) situată în constelația Cocorul. A fost descoperită în 30 august 1834 de către John Herschel. Se află la o distanță de 15,92 megaparseci de Pământ.